# 410년대
410년대는 410년부터 419년까지를 가리킨다.